# Институт географии РАН
Институт географии РАН (сокр. ИГРАН; ИГАН в 1960—1991) — академический географический институт РАН, входит в Отделение наук о Земле РАН (секция океанологии, физики атмосферы и географии). Занимается выявлением закономерностей взаимодействия природы и общества в условиях глобального изменения окружающей среды. Среди приоритетных исследований: динамика криосферы, природная и антропогенная динамика биоты, почв, рельефа и ландшафтов, разработка научных основ охраны природы, региональные особенности устойчивого развития, геоинформационные технологии и картографирование.

## История

### Предыстория
В 1918 году в Петрограде был создан Отдел промышленно-географического изучения центра России Комиссии по изучению естественных производительных сил страны (КЕПС) Российской академии наук (РАН). Проводились экономические, экономико-географические и комплексные (с 1921) исследования.
В 1925 году реорганизован в Отдел промышленно-географического изучения центра России Комиссии по изучению естественных производительных сил страны Академии наук СССР. В 1926 году был создан Географический отдел Комиссии по изучению естественных производительных сил страны (КЕПС АН СССР).
За свою историю Институт географии менял свои названия, научные интересы, развивал идеи, подходы и методы. Основные этапы его развития отчасти совпадают с историческими и социально-политическими событиями в стране и мире.

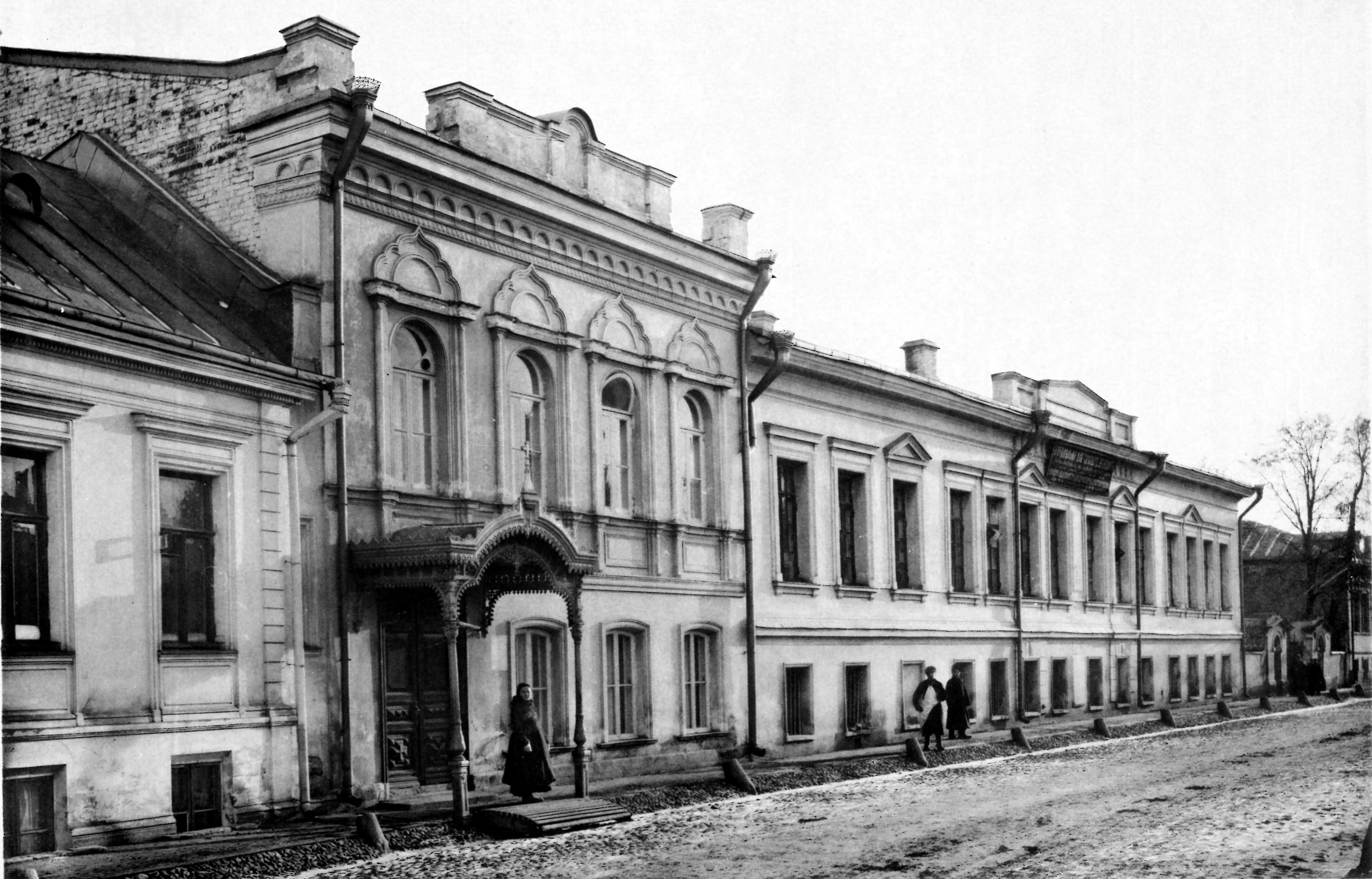
Здание института в 1894 году (богадельня)

### Оформление института
В 1930 году был создан Геоморфологический институт (ГЕОМИН) Совета по изучению производительных сил (СОПС АН СССР). В 1934 переименован в Институт физической географии (ИФГ СОПС АН СССР). Проводилось изучение процессов и типов природной среды.
В 1936 году при слиянии Коммунистической академии с АН СССР был создан Институт географии Совета по изучению производительных сил Академии наук СССР (ИГ СОПС АН СССР). Проведены методологические исследования: экономико-географические, ресурсные, страноведческие исследования, и региональные исследования по отраслям. Теоретические, прикладные научные (экспедиционные и стационарные); восстановление международного научное сотрудничество. Экспедиции в районы перспективного хозяйственного развития: Север, Западная Сибирь, Средняя Сибирь, Забайкалье, Дальний Восток, Памир, Средняя Азия, Казахстан .
Во время Великой Отечественной войны институт занимался военной географией и страноведением. Были подготовлены военно-географические карты, описание прифронтовых районов, велась разработка оптимального размещения эвакуированных предприятий, проводились исследования агроклиматических, земельных и трудовых ресурсов. Обслуживание боевых действий и тылового хозяйства. Экспедиции на восток и юг СССР и на временно оккупированные территории.
Восстановление экономики и создание новых территориально-производственных комплексов в СССР — прикладные ресурсные, страноведческие, общие теоретические исследования: проектирование территориально-производственных комплексов; природное и экономико-географическое районирование; отраслевые академические исследования по геоморфологии, климатологии, гляциологии, биогеографии; естественно-историческое районирование. теоретические и прикладные исследования; экспедиции; организация стационаров и сети географических учреждений в СССР; подготовка местных кадров. Экспедиции на восток и в социалистические страны.

### Институт географии АН СССР
В 1960 году институт был переименован в Институт географии АН СССР (ИГАН). В период развития хозяйства и преобразование природы оформилась конструктивная география, проводились отраслевые фундаментальные и прикладные исследования, установление новых международных научных связей. Начались исследования окружающей среды, хозяйства и ресурсов. Проводилась координация географической науки в СССР, международное сотрудничество со странами СЭВ, организация конгрессов.
С 1985 года наметилась организация междисциплинарных связей и специализация отраслевых исследований. Инвентаризация ресурсов, экологические исследования, участие в международных программах.

### Институт географии РАН
В конце декабря 1991 года переименован в современный Институт географии РАН (ИГРАН). В институте развивается геоинформационная география. Проводятся исследование территориального развития, разнообразия природы и общества, серийные прикладные и фундаментальные исследования. Происходит расширение сотрудничества с Русским географическим обществом.
В 2019 году институт открыл факультет географии и геоинформационных технологий при Высшей школе экономики.

### Руководство
Директора, по году назначения:

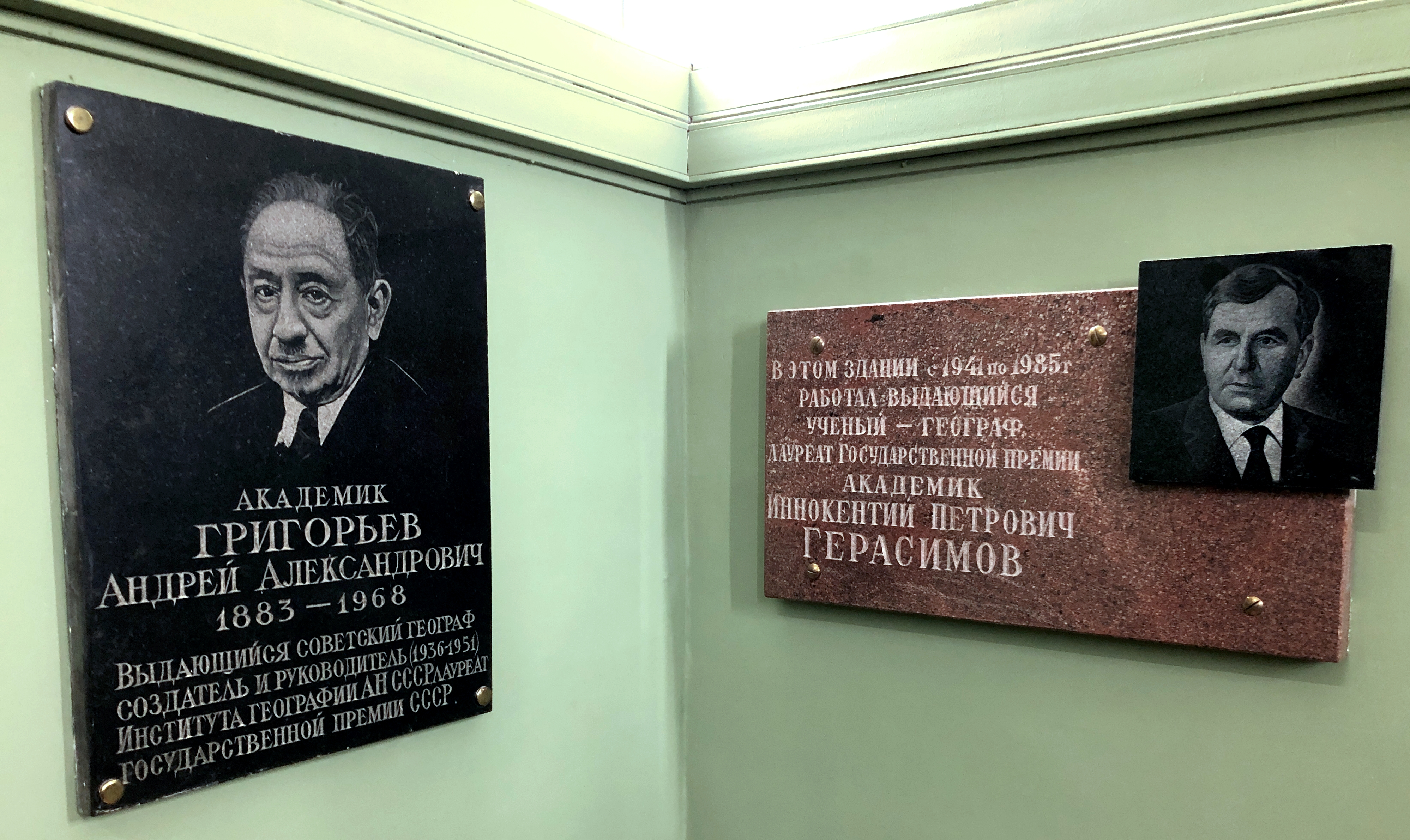
Первые директора института

- 1918 — Боголепов, Михаил Иванович — руководитель Отдела промышленно-географического изучения России в КЕПС РАН.
- 1923 — Григорьев, Андрей Александрович — руководитель географического отдела КЕПС АН СССР (1927), Геоморфологического института (1930), Института физической географии (1934)[11].
- 1956 — Герасимов, Иннокентий Петрович — директор института географии АН СССР.
- 1985 — Авсюк, Григорий Александрович — директор института географии АН СССР.
- 1987 — Котляков, Владимир Михайлович — директор института географии АН СССР (с 1991 года РАН).
- 2015 — Соломина, Ольга Николаевна — директор института географии РАН.

## Современные научные направления

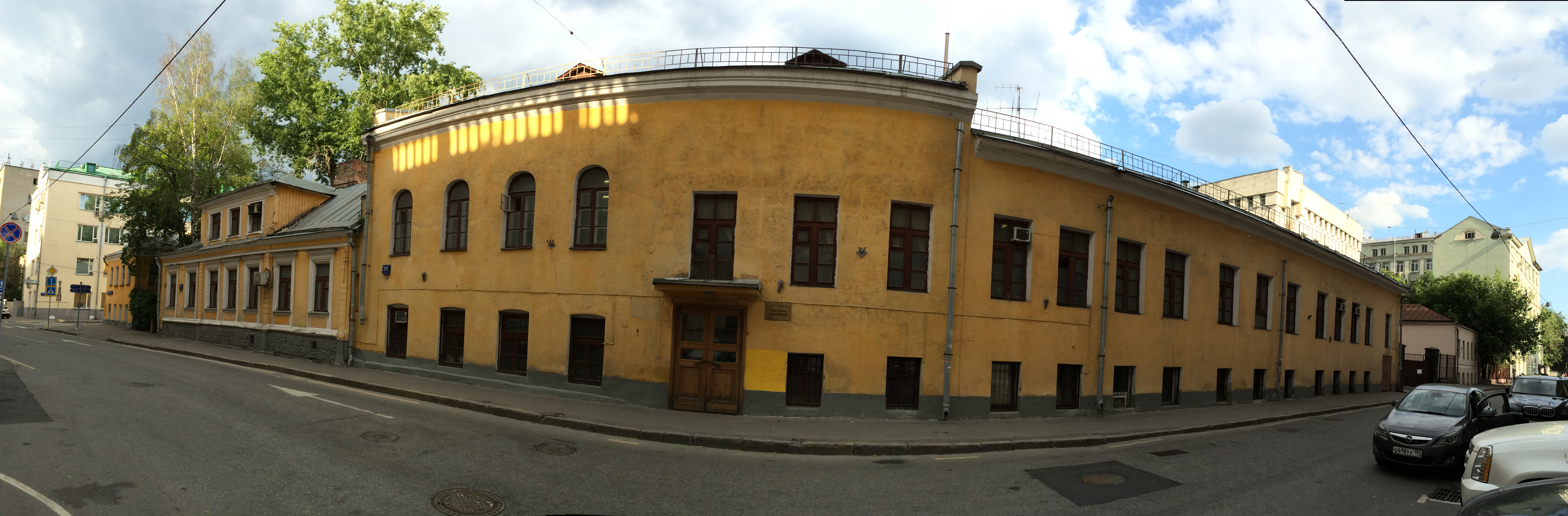
Здание ИГ РАН, 2015

- Эволюция природной среды и ресурсы поверхности суши.
- Причины и факторы глобальных изменений природной среды.
- Природные криогенные системы, динамика процессов в криосфере.
- Географические проблемы природопользования и охраны окружающей среды.
- Взаимодействие природы и общества в условиях возрастающего антропогенного воздействия на среду.
- Региональные основы устойчивого развития природы и общества.
- Геоинформационные технологии и картографирование.

Основные достижения
- Созданы уникальные фундаментальные географические атласы «Природа и ресурсы Земли», «Атлас Снежно-ледовых ресурсов мира».
- Разработаны критерии оценки экологической обстановки, составлено более 30 экологических карт разного масштаба на отдельные страны СНГ и регионы России, а также карты риска природных и техногенных катастроф.
- Восстановлена история климата за четыре климатические цикла (420 тысяч лет) по данным ледяного керна Антарктического ледникового покрова.
- Разработаны сценарии изменения природных зон и ландшафтов Северного полушария и России при глобальном потеплении климата.
- Разработаны и внедрены концепции, методы, программы и технологии геоинформационных систем и электронного картографирования.
- Выявлены закономерности в сдвигах территориальной структуры хозяйства и общества России, даны рекомендации по их оптимизации.
- Предложена методика и дана оценка ресурсохозяйственной и экологической надёжности региональных систем природопользования России[12].

## Структура
Отделы
- Географии и эволюции почв

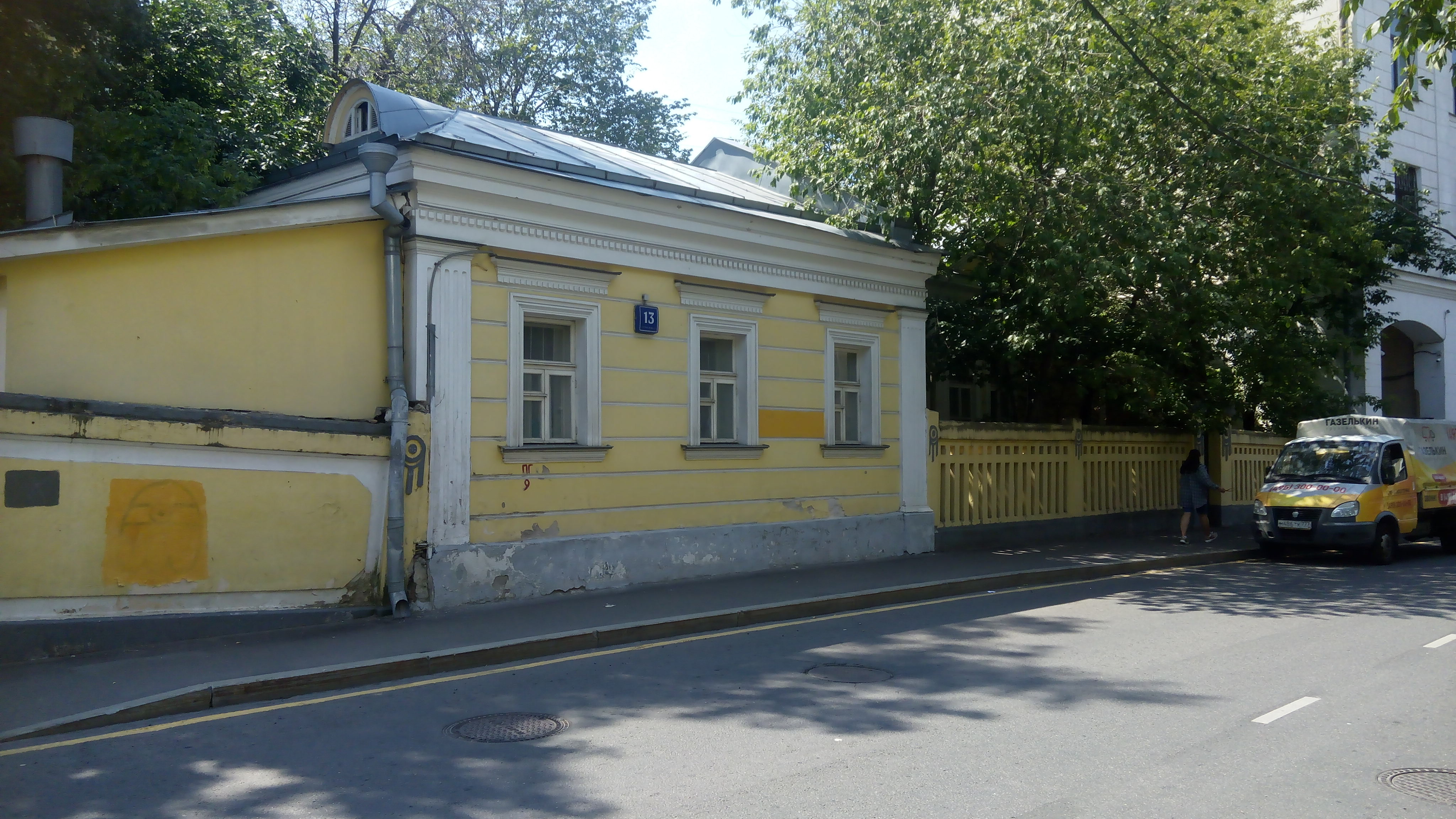
Здание на 1-м Хвостовом переулке, где расположены лаборатория геоморфологии и отдел палеогеографии четвертичного периода

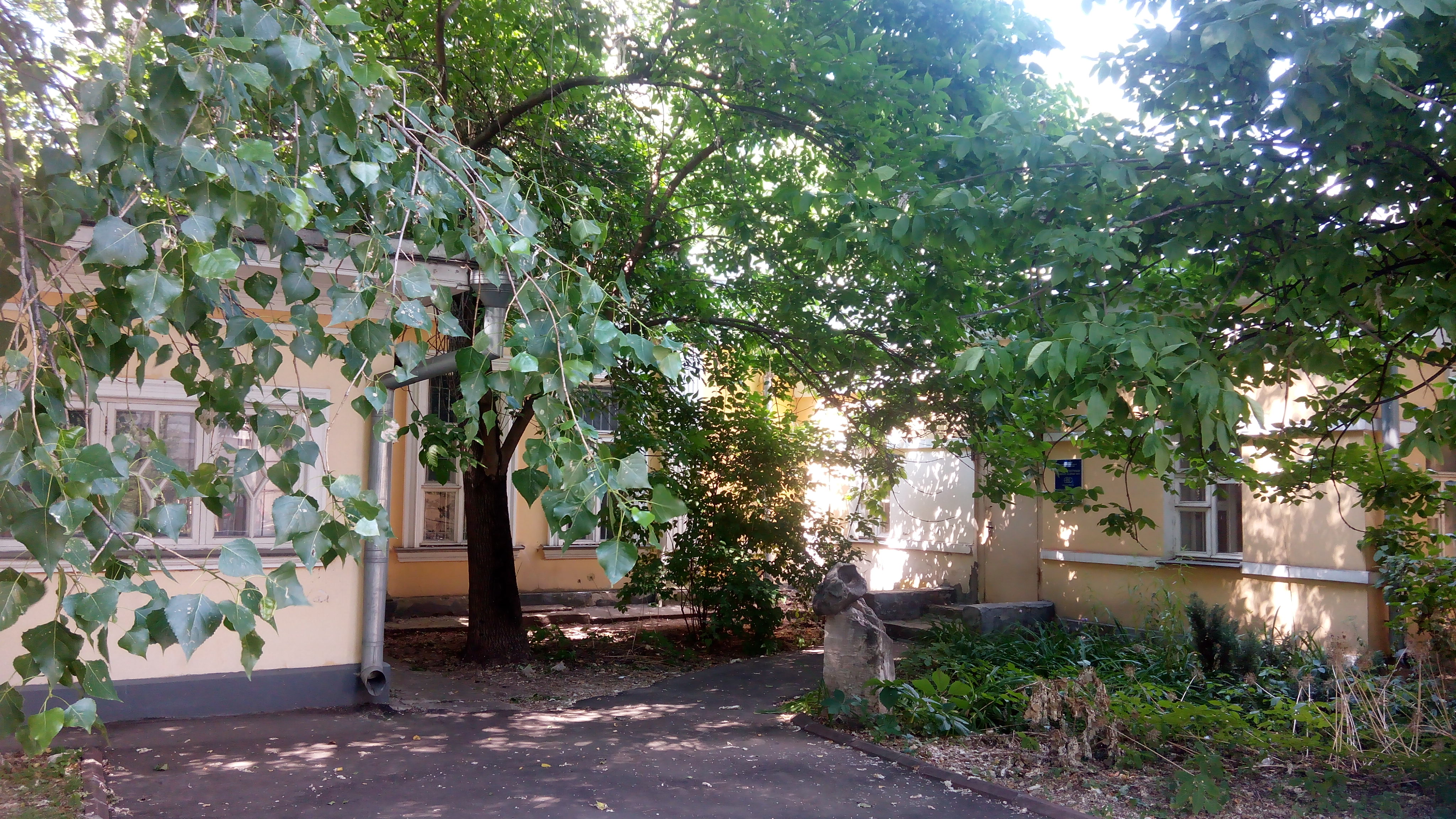
Вход в отдел палеогеографии четвертичного периода в 1-м Хвостовом переулке

  - Лаборатория радиоуглеродного датирования и электронной микроскопии
- Гляциологии
  - Лаборатория дендрохронологии
  - Международная лаборатория палеоэкологических реконструкций
- Картографии и дистанционного зондирования Земли
- Палеогеографии четвертичного периода
  - Лаборатория палеоархивов природной среды
  - Лаборатория эволюционной географии
- Социально-экономической географии
  - Лаборатория географии мирового развития
  - Лаборатория геополитических исследований
- Физической географии и проблем природопользования

Отдельные лаборатории
- Биогеографии
- Геоморфологии
- Гидрологии
- Глобальных климатических вызовов
- Климатологии

Стационары
- Курская биосферная станция[13]
- Тянь-Шанская физико-географическая станция (с 1997 года в НАН Кыргызстана)

## Журналы
Институт редактирует и издаёт научные журналы:
- Геоморфология
- Лёд и снег (бывший Материалы гляциологических исследований)
- Известия РАН. Серия географическая Архивная копия от 1 февраля 2016 на Wayback Machine
- Экологическое планирование и управление Архивная копия от 31 января 2016 на Wayback Machine
- Regional Research of Russia
- Geography, Environment, Sustainability
- Региональные исследования
- Вопросы географии
- Материалы гляциологических исследований[14]